# Apiwat Pengprakon
Apiwat Pengprakon (thailändisch อภิวัฒน์ เพ็งประโคน; * 22. August 1988 in Buriram), auch als Man bekannt, ist ein thailändischer Fußballspieler.

## Karriere
Apiwat Pengprakon erlernte das Fußballspielen in der Jugendmannschaft des Drittligisten North Bangkok University FC in Bangkok. Hier unterschrieb er 2007 auch seinen ersten Profivertrag. 2013 wurde er an den Zweitligisten Nakhon Ratchasima FC nach Nakhon Ratchasima ausgeliehen. Nach der Hinrunde wurde er die Rückrunde an Trat FC, einem Verein, der ebenfalls in der Zweiten Liga spielte, ausgeliehen. Nach der Ausleihe wurde er von Trat 2014 fest verpflichtet. Mitte 2014 wechselte er in den Norden von Thailand und schloss sich dem Ligakonkurrenten Chiangmai FC an. Nach einem halben Jahr verließ er Chiangmai und wechselte in die Dritte Liga nach Khon Kaen zu Khon Kaen United FC. Air Force United, ein Zweitligaclub aus Bangkok, nahm ihn Mitte 2015 unter Vertrag. Hier spielte er auch wieder nur sechs Monate. Anfang 2016 ging er wieder zu seinem ehemaligen Verein Trat FC. 2017 wechselte er in die Thai League, die höchste Liga des Landes. Hier unterschrieb er einen Vertrag bei Bangkok Glass, dem heutigen BG Pathum Thani FC. Er wurde hier sofort an seinen ehemaligen Club Chiangmai FC, einem Zweitligisten, ausgeliehen. Anfang 2018 kehrte er zu BG zurück und spielte bis Mitte 2018 fünfmal für den Club in der Ersten Liga. Mitte 2018 wurde er erneut ausgeliehen. Der Erstligist Ubon UMT United lieh ihn die Rückserie 2018 aus. 2019 nahm ihn der Erstligaaufsteiger PTT Rayong FC aus Rayong unter Vertrag. Hier absolvierte er 28 Spiele und schoss dabei acht Tore. Nachdem PTT Ende 2019 den Rückzug aus der Thai League bekannt gab, verließ er den Verein und schloss sich dem Erstligisten Ratchaburi Mitr Phol aus Ratchaburi an. Für Ratchaburi absolvierte er 20 Erstligaspiele. Im Juli 2021 wechselte er zum Erstligaaufsteiger Nongbua Pitchaya FC. Bei dem Verein aus Nong Bua Lamphu stand er bis Saisonende unter Vertrag und absolvierte neun Erstligaspiele. Im Sommer 2022 unterschrieb er einen Vertrag beim Zweitligaaufsteiger Nakhon Si United FC. Für Nakhon Si United stand er 15-mal in der zweiten Liga auf dem Spielfeld. Im Sommer 2023 wurde sein Vertrag nicht verlängert. Zu Beginn der Saison 2023/24 nahm ihn der Drittligist Raj-Pracha FC unter Vertrag. Mit dem Verein spielte er dreimal in der Western Region der Liga.